# Bruto (Cícero)
Bruto (em latim: Brutus) é uma obra escrita pelo filósofo, orador e político romano Cícero, na qual faz uma exposição de toda a história da oratória romana. A obra inicia-se com uma breve resumo da oratória grega e em seguida passa em revista os oradores romanos de maior relevância até o tempo de Cícero (que viria, ele mesmo, a ser considerado o maior orador romano).
A obra é hoje nossa única fonte de informações sobre vários personagens importantes na história da literatura e da oratória latina. Participam do diálogo o próprio Cícero e seus dois amigos Bruto (a quem a obra é dedicada e deve o título) e Ático.

## Traduções em língua portuguesa
Em 2013, entrou em circulação no nosso mercado editorial uma tradução feita pelo professor José R. Seabra Filho.
Em 2014 tornou-se disponível on-line a tradução de Olavo Vinícius Barbosa de Almeida, fruto de uma dissertação de mestrado.